# Milan Đenadić
Milan Đenadić –en serbio, Милан Ђенадић– (Šabac, 11 de agosto de 1979) es un deportista serbio que compitió en piragüismo en la modalidad de aguas tranquilas. Ganó dos medallas en el Campeonato Mundial de Piragüismo entre los años 2006 y 2007, y dos medallas en el Campeonato Europeo de Piragüismo entre los años 2007 y 2008.

## Palmarés internacional
| Campeonato Mundial | Campeonato Mundial   | Campeonato Mundial | Campeonato Mundial |
| Año                | Lugar                | Medalla            | Competición        |
| ------------------ | -------------------- | ------------------ | ------------------ |
| 2006               | Szeged (Hungría)     | Medalla de oro     | K4 200 m           |
| 2007               | Duisburgo (Alemania) | Medalla de plata   | K4 200 m           |
| Campeonato Europeo |                      |                    |                    |
| Año                | Lugar                | Medalla            | Competición        |
| 2007               | Pontevedra (España)  | Medalla de oro     | K4 200 m           |
| 2008               | Milán (Italia)       | Medalla de plata   | K4 200 m           |